# Tiziana Beghin

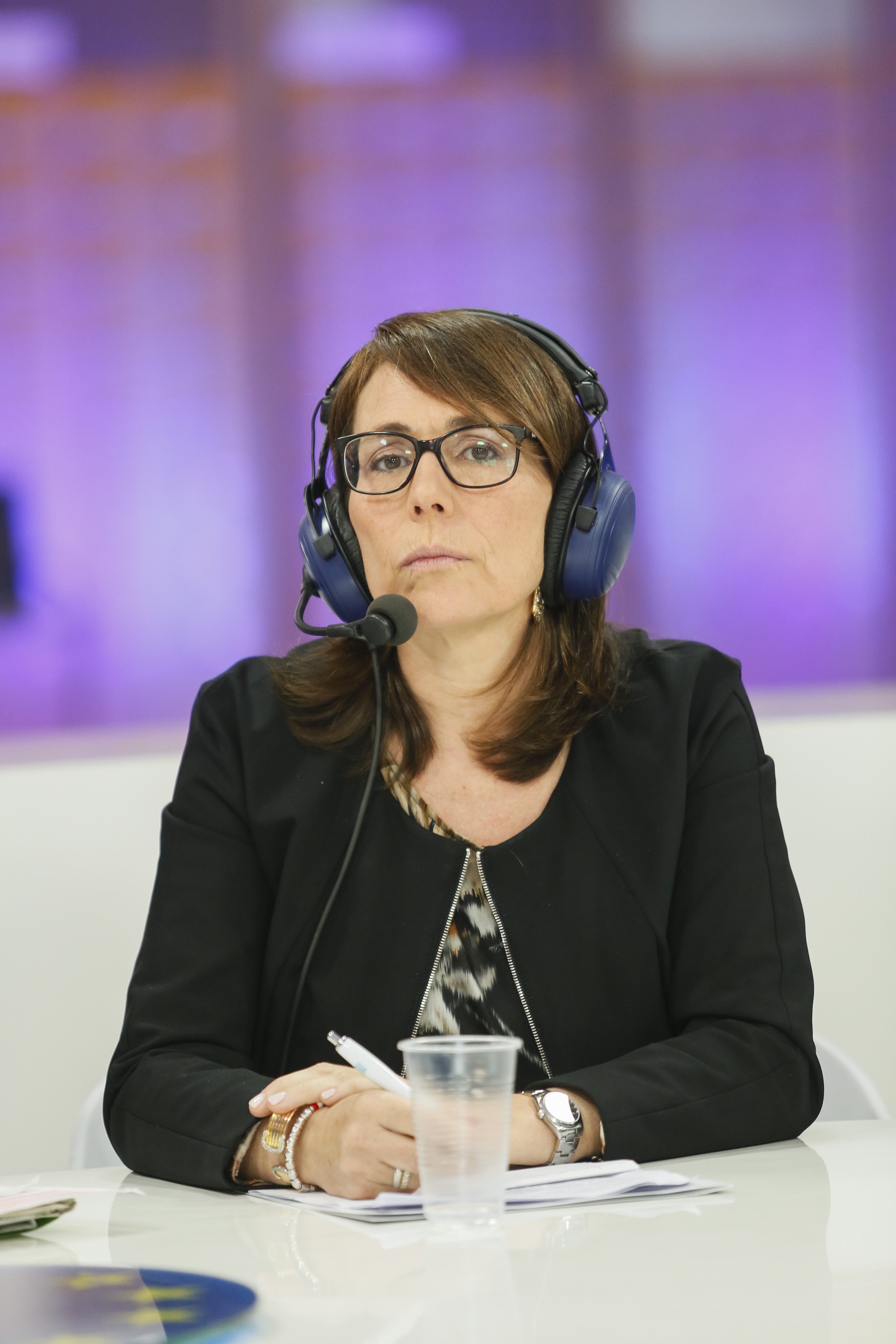
Tiziana Beghin, 2016

Tiziana Beghin (* 4. Februar 1971 in Genua) ist eine italienische Politikerin der MoVimento 5 Stelle.

## Leben
Beghin ist seit 2014 Abgeordnete im Europäischen Parlament. Dort ist sie Mitglied im Ausschuss für internationalen Handel, im Ausschuss für Beschäftigung und soziale Angelegenheiten, in der Delegation für die Beziehungen zu Indien, in der Delegation für die Beziehungen zu Australien und Neuseeland und in der Delegation in der Parlamentarischen Versammlung der Union für den Mittelmeerraum.